# سازمان صنایع کوچک و شهرک‌های صنعتی ایران
سازمان صنایع کوچک و شهرک‌های صنعتی ایران یک سازمان دولتی وابسته به وزارت صنعت، معدن و تجارت است که وظایف مربوط به حمایت و توسعه صنایع کوچک و مطالعه و سازماندهی احداث شهرک‌های صنعتی و نواحی صنعتی در ایران را بر عهده دارد. این سازمان دارای شرکت‌های استانی زیرمجموعه با عنوان «شرکت شهرک‌های صنعتی استان …» می‌باشد.

## تاریخچه
در مرداد ۱۳۴۳، «سازمان نواحی صنعتی ایران» تشکیل شد. در سال ۱۳۴۷، سازمان نواحی صنعتی و واحد صنایع کوچک سازمان مدیریت صنعتی ادغام و «سازمان صنایع کوچک و نواحی صنعتی ایران» وابسته به وزارت اقتصاد تشکیل شد. در دهه‌های ۱۳۴۰ و ۱۳۵۰ تلاش‌های زیادی برای ایجاد شهرک‌ها و نواحی صنعتی شد. ایجاد چندین شهرک و ناحیه صنعتی از جمله شهرک‌های صنعتی طوس، اصفهان، همدان و اهواز، نتیجه این تلاش‌ها بود. همچنین چهار شهرک صنعتی البرز، باختران، کاوه و رشت به‌ترتیب در سال‌های ۱۳۴۷، ۱۳۵۰، ۱۳۵۲ و ۱۳۵۳ تأسیس شدند.
با تصویب مجلس در سال ۱۳۵۴، این سازمان به «سازمان صنایع کوچک ایران» وابسته به وزارت صنایع و معادن تبدیل گردید.
اوایل سال ۱۳۶۲، بر اساس تبصره ۷۶ قانون بودجه و با تصویب هیئت وزیران، سازمان صنایع کوچک در وزارت صنایع ادغام شد و سپس با تصویب مجلس در اسفندماه این سال، «شرکت شهرک‌های صنعتی ایران» وابسته به وزارت صنایع تشکیل شد. این شرکت در دو دهه فعالیت خود، بیش از ۴۰۰ شهرک صنعتی تأسیس نمود.
در پی تصویب «قانون تمرکز امور صنعت و معدن و تشکیل وزارت صنایع و معادن» توسط مجلس در دی‌ماه ۱۳۷۹ و طبق مادهٔ ۸ آن، مقرر شد سازمانی با عنوان «سازمان صنایع کوچک ایران» به‌منظور حمایت از صنایع کوچک بخش غیردولتی تشکیل شود. اساسنامه این سازمان در فروردین ۱۳۸۰ توسط هیئت وزیران تصویب و سازمان به‌صورت مؤسسه دولتی وابسته به وزارت صنایع و معادن تشکیل شد.
اوایل سال ۱۳۸۴ با تصویب شورای‌عالی اداری، وظایف اجرایی-حمایتی سازمان صنایع کوچک ایران به شرکت شهرک‌های صنعتی منتقل شد و عنوان آن به «سازمان صنایع کوچک و شهرک‌های صنعتی ایران» تغییر یافت و مقرر شد سازمان به‌صورت شرکت دولتی اداره شود. همچنین وظایف مربوط به سیاست‌گذاری و تنظیم مقررات در زمینهٔ صنایع کوچک به بخش ستادی وزارت صنایع و معادن منتقل شد. اساسنامه سازمان در تیرماه ۱۳۸۴ توسط هیئت وزیران تصویب شد که بر اساس آن، این سازمان یک شرکت مادرتخصصی و سهامی خاص محسوب می‌شود.
در پی تصویب «قانون حمایت از ایجاد نواحی صنعتی روستایی» توسط مجلس در پاییز ۱۳۸۴ و تصویب آیین‌نامه اجرایی این قانون توسط هیئت وزیران در آذر ۱۳۸۵، نواحی صنعتی روستایی از وزارت جهاد کشاورزی به این سازمان منتقل شد. همچنین «صندوق ضمانت سرمایه‌گذاری صنایع کوچک» به‌منظور توسعه سرمایه‌گذاری در این حوزه تشکیل شد.
با تصویب مجلس در اسفند ۱۳۸۹، این سازمان به‌عنوان سازمان توسعه‌ای تعیین شد.

## ارکان سازمان
سازمان دارای سه رکن مجمع عمومی، هیئت مدیره و بازرس (حسابرس) است. مجمع عمومی متشکل از وزیر صنعت، معدن و تجارت (رئیس مجمع)، وزیر جهاد کشاورزی، وزیر راه و شهرسازی، وزیر نیرو، وزیر امور اقتصادی و دارایی و رئیس سازمان برنامه و بودجه کشور می‌باشد. هیئت مدیره نیز مرکب از ۵ نفر به انتخاب مجمع عمومی است. مدیرعامل سازمان از بین اعضای هیئت مدیره با پیشنهاد وزیر صمت و تصویب مجمع عمومی انتخاب می‌شود و رئیس هیئت مدیره و معاون وزیر صمت محسوب می‌گردد.

## مدیران عامل
| ر.                                             | نام                               | آغاز تصدی                         | پایان تصدی                        | م.                                |
| مدیرعامل سازمان نواحی صنعتی ایران              | مدیرعامل سازمان نواحی صنعتی ایران | مدیرعامل سازمان نواحی صنعتی ایران | مدیرعامل سازمان نواحی صنعتی ایران | مدیرعامل سازمان نواحی صنعتی ایران |
| ---------------------------------------------- | --------------------------------- | --------------------------------- | --------------------------------- | --------------------------------- |
| ۱                                              | محمود اشرفی                       | ۱۳۴۳                              | ۱۳۴۷                              | [ ۱۶ ]                            |
| مدیرعامل سازمان صنایع کوچک و نواحی صنعتی ایران |                                   |                                   |                                   |                                   |
| ۲                                              | حسن انصاری                        | ۱۳۴۷                              | ۱۳۵۴                              | [ ۱۶ ]                            |
| رئیس سازمان صنایع کوچک ایران                   |                                   |                                   |                                   |                                   |
| ۳                                              | سیاوش خاضعی                       | ۱۳۵۴                              | ۱۳۵۶                              | [ ۱۶ ]                            |
| ۴                                              | نخستین سالاری                     | ۱۳۵۶                              | ۱۳۵۷                              | [ ۱۶ ]                            |
| ۵                                              | سهراب تولائی                      | ۱۳۵۷                              | ۱۳۵۸                              | [ ۱۶ ]                            |
| ۶                                              | ستاری‌پور                          | ۱۳۵۹                              | ۱۳۶۰                              | [ ۱۶ ]                            |
| ۷                                              | سید احسان خاتمی                   | ۱۳۶۰                              | ۱۳۶۲                              | [ ۱۶ ]                            |

| ر.                                               | نام                               | آغاز تصدی                         | پایان تصدی                        | م.                                |
| مدیرعامل شرکت شهرک‌های صنعتی ایران                | مدیرعامل شرکت شهرک‌های صنعتی ایران | مدیرعامل شرکت شهرک‌های صنعتی ایران | مدیرعامل شرکت شهرک‌های صنعتی ایران | مدیرعامل شرکت شهرک‌های صنعتی ایران |
| ------------------------------------------------ | --------------------------------- | --------------------------------- | --------------------------------- | --------------------------------- |
| ۱                                                | سیاوش سمیعی                       | ۱۳۶۳                              | ۱۳۶۴                              | [ ۱۶ ]                            |
| ۲                                                | سید محمدرضا آیت‌اللهی              | ۱۳۶۴                              | ۱۳۶۴                              | [ ۱۶ ]                            |
| ۳                                                | احمد حبیبی                        | دی ۱۳۶۴                           | اردیبهشت ۱۳۷۶                     | [ ۱۶ ]                            |
| ۴                                                | حسن مختاری                        | اردیبهشت ۱۳۷۶                     | شهریور ۱۳۷۶                       | [ ۱۶ ]                            |
| ۵                                                | ولی‌الله افخمی راد                 | شهریور ۱۳۷۶                       | ۱۳۸۴                              | [ ۱۶ ]                            |
| مدیرعامل سازمان صنایع کوچک و شهرک‌های صنعتی ایران |                                   |                                   |                                   |                                   |
| (۵)                                              | ولی‌الله افخمی راد                 | ۱۳۸۴                              | مهر ۱۳۸۴                          |                                   |
| ۶                                                | محمدرضا نوتاش                     | مهر ۱۳۸۴                          | مهر ۱۳۸۶                          | [ ۱۷ ]                            |
| ۷                                                | امیررضا واعظی آشتیانی             | مهر ۱۳۸۶                          | آبان ۱۳۸۷                         | [ ۱۸ ]                            |
| –                                                | اسفندیار حیدری (سرپرست)           | آبان ۱۳۸۷                         | مهر ۱۳۸۸                          | [ ۱۹ ]                            |
| ۸                                                | خدامراد احمدی                     | مهر ۱۳۸۸                          | مرداد ۱۳۹۰                        | [ ۲۰ ]                            |
| ۸                                                | خدامراد احمدی                     | مرداد ۱۳۹۰                        | مهر ۱۳۹۰                          | [ ۲۱ ]                            |
| ۹                                                | فخرالله مولایی                    | مهر ۱۳۹۰                          | شهریور ۱۳۹۲                       | [ ۲۲ ]                            |
| ۱۰                                               | سید محمدعلی سیدابریشمی            | شهریور ۱۳۹۲                       | بهمن ۱۳۹۴                         | [ ۲۳ ]                            |
| ۱۱                                               | علی یزدانی                        | بهمن ۱۳۹۴                         | آذر ۱۳۹۶                          | [ ۲۴ ]                            |
| ۱۲                                               | صادق نجفی                         | آذر ۱۳۹۶                          | آبان ۱۳۹۷                         | [ ۲۵ ]                            |
| ۱۳                                               | محسن صالحی‌نیا                     | آبان ۱۳۹۷                         | آذر ۱۳۹۷                          | [ ۲۶ ]                            |
| ۱۳                                               | محسن صالحی‌نیا                     | آذر ۱۳۹۷                          | ۲۷ مهر ۱۳۹۹                       | [ ۲۷ ]                            |
| –                                                | اصغر مصاحب (سرپرست)               | ۵ آبان ۱۳۹۹                       | دی ۱۳۹۹                           | [ ۲۸ ]                            |
| ۱۴                                               | علی رسولیان                       | دی ۱۳۹۹                           | ۲۱ تیر ۱۴۰۲                       | [ ۲۹ ]                            |
| ۱۵                                               | فرشاد مقیمی                       | ۲۱ تیر ۱۴۰۲                       | ۶ آبان ۱۴۰۲                       | [ ۳۰ ]                            |
| ۱۵                                               | فرشاد مقیمی                       | ۶ آبان ۱۴۰۲                       | ۱۸ مهر ۱۴۰۳                       | [ ۳۱ ]                            |
| ۱۶                                               | رضا انصاری                        | ۱۸ مهر ۱۴۰۳                       | در حال تصدی                       | [ ۳۲ ]                            |